# J. Meghana
J. Meghana (* 28. Dezember 1995 in Vijayawada, Andhra Pradesh, auch Meghana Jakkampudi) ist eine indische Badmintonspielerin. 

## Karriere
J. Meghana startete bei der Junioren-Badmintonasienmeisterschaft 2012 und der Badminton-Juniorenweltmeisterschaft 2012. Im gleichen Jahr gewann sie auch die Mixedkonkurrenz gemeinsam mit Hema Nagendra Babu Thandarang beim Indian Juniors. Bei der India Super Series 2013 stand sie im Hauptfeld des Mixeds und des Damendoppels, schied dort jedoch jeweils in der ersten Runde aus. In derselben Saison spielte sie auch für das Team der Banga Beats in der Indian Badminton League. 2016 war sie bei den Nepal International an der Seite von Poorvisha Ram erfolgreich.